# Alan Wheat
Alan Dupree Wheat (San Antonio, 16 ottobre 1951) è un politico statunitense, membro della Camera dei Rappresentanti per lo stato del Missouri dal 1983 al 1995.

## Biografia
Nato nel Texas, Wheat si trasferì in Missouri e lì si dedicò attivamente alla politica, aderendo al Partito Democratico.
Dopo aver servito cinque anni all'interno della legislatura statale, Wheat venne eletto alla Camera dei Rappresentanti, dove rimase per dodici anni. Nel 1994, quando il senatore John Danforth annunciò il suo ritiro, Wheat decise di lasciare la Camera per concorrere al seggio di Danforth. Riuscì a vincere la nomination democratica, ma venne sconfitto nelle elezioni generali da John Ashcroft.
Dopo aver abbandonato il Congresso, Wheat fondò una lobby che presiede tuttora, la Wheat Government Relations.